# Fyffe
Fyffe es un pueblo ubicado en el condado de DeKalb en el estado estadounidense de Alabama. En el censo de 2000, su población era de 971. 

## Demografía
En el 2000 la renta per cápita promedia del hogar era de $ 30.298$, y el ingreso promedio para una familia era de 31.908$. El ingreso per cápita para la localidad era de 13.713$. Los hombres tenían un ingreso per cápita de 30.385$ contra 18.636$ para las mujeres.

## Geografía
Fyffe está situado en 34°26′48″N 85°54′23″O / 34.44667, -85.90639 (34.446899, -85.90659).
Según la Oficina del Censo de los EE. UU., la ciudad tiene un área total de 4.40 millas cuadradas (11.41 km²).